# Mycetophagus pini
Mycetophagus pini is een keversoort uit de familie boomzwamkevers (Mycetophagidae). De wetenschappelijke naam van de soort werd in 1845 gepubliceerd door Ziegler.